# 1972年ミュンヘンオリンピックのウガンダ選手団
1972年ミュンヘンオリンピックのウガンダ選手団（1972ねんミュンヘンオリンピックのウガンダせんしゅだん）は、1972年8月26日から9月11日にかけて西ドイツのミュンヘンで開催された1972年ミュンヘンオリンピックのウガンダ選手団、およびその競技結果。

## 概要
今大会は金メダル1個、銀メダル1個の合計2個のメダルを獲得した。
陸上競技では男子400mハードルでジョン・アキ＝ブアが金メダルを獲得、ウガンダに初めての金メダルをもたらした。

## メダル
| メダル | 選手名             | 競技       | 種目             |
| ------ | ------------------ | ---------- | ---------------- |
| 金     | ジョン・アキ＝ブア | 陸上       | 男子400mハードル |
| 銀     | レオ・ルワブウォゴ | ボクシング | 男子フライ級     |